# ミネベアミツミ レディス 北海道新聞カップ
ミネベアミツミ レディス 北海道新聞カップ（ミネベアミツミ レディス ほっかいどうしんぶんカップ）は、2016年に開始した北海道新聞社主催、ミネベアミツミ特別協賛、日本女子プロゴルフ協会公認の女子プロゴルフトーナメント。2024年現在、賞金総額1億円、優勝賞金1800万円。2018年までは3日間・54ホールストロークプレー、2019年からは4日間・72ホールストロークプレーで行われている。
2022年までは日本ハム・北海道新聞社主催でニッポンハムレディスクラシックの大会名で開催されていた。

## 開催コース
- 2016年 - 2018年：アンビックス函館倶楽部上磯ゴルフコース（北海道北斗市）
- 2019年 - 2022年：桂ゴルフ倶楽部（北海道苫小牧市）
- 2023年-：真駒内カントリークラブ 空沼コース（北海道札幌市南区）

## 歴代優勝者
| 回数                                     | 実施日                         | 優勝者名                           | スコア                         | 備考                                                              |
| ニッポンハムレディスクラシック           | ニッポンハムレディスクラシック | ニッポンハムレディスクラシック     | ニッポンハムレディスクラシック | ニッポンハムレディスクラシック                                    |
| ---------------------------------------- | ------------------------------ | ---------------------------------- | ------------------------------ | ----------------------------------------------------------------- |
| 第1回                                    | 2016年7月8日 - 10日            | 葭葉ルミ                           | -8                             | プロ初優勝                                                        |
| 第2回                                    | 2017年7月7日 - 9日             | イ・ミニョン                       | -19                            |                                                                   |
| 第3回                                    | 2018年7月6日 - 8日             | アン・ソンジュ                     | -13                            | この年まで3日間大会                                               |
| 第4回                                    | 2019年7月11日 - 14日           | サランポーン・ランクンガセットリン | -15                            | 日本女子ツアー初制覇と同時に史上13人目の10歳代優勝                |
| 第5回                                    | 2021年7月8日 - 11日            | 堀琴音                             | -14                            | プロ初優勝並びに史上2組目の姉妹レギュラーツアー制覇達成           |
| 第6回                                    | 2022年7月7日 - 10日            | 西村優菜                           | -18                            |                                                                   |
| ミネベアミツミ レディス 北海道新聞カップ |                                |                                    |                                |                                                                   |
| 第7回                                    | 2023年7月6日 - 9日             | 小祝さくら                         | -12                            |                                                                   |
| 第8回                                    | 2024年7月4日 - 7日             | 川﨑春花                           | -18                            |                                                                   |
| 第9回                                    | 2025年7月10日-13日             | 内田ことこ                         | -16                            | プロ初優勝並びに地元V、史上5人目の4日間大会完全優勝での初優勝達成 |

2020年はコロナ禍で大会中止

## テレビ中継
- 2023年の場合、テレビ東京系列6局及びBSテレ東にて3日目が録画放送、最終日が生中継という形で放送されている。